# Setúbal (São Julião, Nossa Senhora da Anunciada e Santa Maria da Graça)
Setúbal (São Julião, Nossa Senhora da Anunciada e Santa Maria da Graça (llamada oficialmente União das Freguesias de Setúbal (São Julião, Nossa Senhora da Anunciada e Santa Maria da Graça) es una freguesia portuguesa del municipio de Setúbal, distrito de Setúbal.

## Historia
Fue creada el 28 de enero de 2013 en aplicación de una resolución de la Asamblea de la República de Portugal promulgada el 16 de enero de 2013 con la unión de las freguesias de Nossa Senhora da Anunciada, Santa Maria da Graça y São Julião, pasando su sede a estar situada en la antigua freguesia de São Julião.

## Demografía
| Gráfica de evolución demográfica de Setúbal (São Julião, Nossa Senhora da Anunciada e Santa Maria da Graça entre 2011 y 2021 |
| |
| Datos según el nomenclátor publicado por el INE portugués.                                                                   |